# Bertha Frensel Wegener
Pour les articles homonymes, voir Wegener.
Bertha Frensel Wegener-Koopman (27 décembre 1874 - 17 juillet 1953) est une compositrice et professeure de musique classique néerlandaise.

## Biographie
Bertha Koopman est née le 27 décembre 1874 à Bloemendaal,.
Elle étudie au Conservatoire d'Amsterdam le piano avec Sarah Bosmans-Benedicts (en) et la composition avec Bernard Zweers, puis, après avoir obtenu son diplôme, part à Francfort étudier le chant avec Hugo Bellwidt. Après avoir terminé ses études, elle donne des concerts en Allemagne et aux Pays-Bas.
Après s'être mariée avec Jolen Frensel Wegener, elle se retire de la scène et se lance dans une carrière d'accompagnatrice, de professeure et de compositrice à Haarlem.
Ses premières chansons sont en allemand mais après la Première Guerre mondiale, elle compose également en français et en anglais, ce qui lui permet d'accéder aux marchés de New York, Chicago et Saint-Louis.
Sa fille Emmy Frensel Wegener (en)(1901–1973) est violoniste et compositrice de musique de chambre,.
Elle meurt le 17 juillet 1953 à Amsterdam,.

## Œuvres
- Vier Lieder incluant son Stabat Mater (1909)
- Dream-woman, chanson pour soprano avec accompagnement au piano (1914)
- Love Songs pour soprano et piano sur des textes de Rabindranath Tagore (1916)
- Huit Lieder pour une voix moyenne avec accompagnement au piano (1909)
- Deux Chansons
- Drei Lieder
- Nursery Songs ( (1926) [3]
- Four songs including a cart on the sandy road driving
- At Holland's Resurrection  (après mai 1945)

## Discographie
- Frensel Wegener Bertha Koopman - Songs, interprétées par Ingrid Kappelle et Miklos Schwalb. Tatlin Records, TA 001.
- Henriëtte Bosmans and her circle par Henriëtte Bosmans, Lex Van Delden, Willem Pijper et Bertha Frensel Wegener-Koopman (CD audio - 22 mai 2006), Globe. ASIN: B000026ARU

## Source
- (en) Cet article est partiellement ou en totalité issu de l’article de Wikipédia en anglais intitulé « Bertha Frensel Wegener » (voir la liste des auteurs).